# Грб Плужина
Грб општине Плужине је званични грб црногорске општине Плужине.

## Опис грба
Грб има шпицасти облик („пегла“) и хоризонтално је подјељен на два поља, од чега је горње азурне, а доње стандардно плаве боје. Између ова два поља налази се зелена линија на којој се налази бијела силуета манастира Пива, једног од најпознатијих манастира Епархије Будимљанско-никшићке и Српске православне цркве, а који се налази на простору ове општине.
Доње поље плаве боје, а пресјечено је једном црном хоризонталном линијом и омеђено је са двије косе црне пруге, што стилизовано треба да представља двије ријеке на којима лежи територија општине: Пиву и Тару, са њеним кањонима, хидроцентралом и Пивским језером.